# Liga de Canadá de waterpolo masculino
La Liga de Canadá de waterpolo masculino es la competición más importante de waterpolo entre clubes canadienses masculinos.

## Historial
Estos son los ganadores de liga:
- 2010: Dollard Water Polo
- 2009: Dollard Water Polo
- 2008: CAMO Montreal
- 2007: Hamilton Aquatic Club
- 2006: Regina Water Polo Squids Piranhas
- 2005: Calgary Torpedoes
- 2004: Pacific Storm
- 2003: Pacific Storm
- 2002: Pacific Storm
- 2001: Pacific Storm
- 2000: Pacific Storm
- 1999: Pacific Storm
- 1998: Calgary Renegades
- 1997: CAMO Montreal
- 1996: CAMO Montreal
- 1995: Calgary Renegades
- 1994: Toronto Phantoms
- 1993: Vancouver Reign
- 1992: Vancouver Reign
- 1991: CAMO Montreal
- 1990: Vancouver Reign
- 1989: Vancouver Reign
- 1988: Vancouver Reign
- 1987: Water polo les hydres de Ste-Foy
- 1986: Toronto Golden Jets
- 1985: Water polo les hydres de Ste-Foy
- 1984: Water polo les hydres de Ste-Foy
- 1982: Vancouver
- 1981: Hamilton Aquatic Club
- 1980: Hamilton Aquatic Club
- 1979: Hamilton Aquatic Club
- 1978: Hamilton Aquatic Club
- 1977: Hamilton Aquatic Club
- 1976: Hamilton Aquatic Club
- 1975: Montreal
- 1974: Hamilton Aquatic Club
- 1973: Montreal
- 1972: Hamilton Aquatic Club
- 1971: Hamilton Aquatic Club
- 1970: Montreal
- 1967: EEBC Montreal
- 1961: Toronto WPC
- 1960: Toronto WPC
- 1959: Toronto WPC
- 1958: Hungarian SC
- 1957: Hamilton Aquatic Club
- 1956: Hamilton Aquatic Club
- 1955: Hamilton Aquatic Club
- 1954: Hamilton Aquatic Club
- 1953: Hamilton Aquatic Club
- 1952: Hamilton Aquatic Club
- 1951: Hamilton Aquatic Club
- 1950: Hamilton Aquatic Club
- 1949: Hamilton Aquatic Club
- 1948: Hamilton Aquatic Club
- 1947: Hamilton Aquatic Club
- 1939: YMHA Montreal
- 1938: YMHA Montreal
- 1937: YMHA Montreal
- 1936: YMHA Montreal
- 1935: YMHA Montreal
- 1934: YMHA Montreal
- 1933: YMHA Montreal
- 1932: YMHA Montreal
- 1931: Columbus SC
- 1930: Montreal AAA
- 1929: Montreal AAA
- 1928: Montreal AAA
- 1927: Montreal AAA
- 1926: Montreal AAA
- 1925: Montreal AAA
- 1924: Montreal SC
- 1923: McGill University
- 1922: Montreal SC
- 1921: Montreal AAA
- 1920: McGill University
- 1919: Montreal SC
- 1918: Montreal SC
- 1917: Montreal AAA
- 1916: Montreal SC
- 1915: Montreal AAA
- 1914: Montreal AAA
- 1913: Montreal SC
- 1912: Montreal SC
- 1911: Montreal SC
- 1910: Montreal SC
- 1909: Montreal SC
- 1908: Montreal SC
- 1907: Montreal SC